# Épehy
Épehy là một thị trấn ở tỉnh Somme trong vùng Hauts-de-France, Pháp.

## Địa lý
Épehy is Xã này tọa lạc ở cực đông bắc tỉnh, trên đường D24 và đường D58, khoảng 23 km (14 mi) về phía bắc tây bắc của Saint Quentin.

## Dân số
| 1962                                                           | 1968 | 1975 | 1982 | 1990 | 1999 | 2007 |
| -------------------------------------------------------------- | ---- | ---- | ---- | ---- | ---- | ---- |
| 1098                                                           | 1175 | 1059 | 1079 | 1044 | 1088 | 1162 |
| Số liệu điều tra dân số từ năm 1962, dân số không tính hai lần |      |      |      |      |      |      |

## Địa điểm nổi bật
- Nhà thờ Saint Nicholas